# Podhorodne (obwód tarnopolski)
Podhorodne, Janówka (ukr. Підгороднє, Pidhorodnie) – wieś na Ukrainie, w obwodzie tarnopolskim, w rejonie tarnopolskim. W 2021 roku liczyła 2,2 tys. mieszkańców.

## Historia
Wieś została założona w XVI wieku. W II Rzeczypospolitej miejscowość była siedzibą gminy wiejskiej Janówka w powiecie tarnopolskim województwa tarnopolskiego.
W 1894 Tadeusz Czarkowski-Golejewski za sumę 300 tys. florenów nabył dobra Janówka i Zagrobela. Przed 1939 majątek w Janówce prowadził jego syn Wiktor Czarkowski-Golejewski, odznaczony Krzyżem Oficerskim Orderu Odrodzenia Polski.
W czasie okupacji niemieckiej mieszkająca tutaj polska rodzina Mażarskich udzielała pomocy Żydom. W 1983 roku Instytut Jad Waszem uhonorował za to tytułami Sprawiedliwych wśród Narodów Świata Martę Mażarską i jej synów Eugeniusza i Rudolfa.